# Arrondissement Basse-Terre
Arrondissement Basse-Terre (fr. Arrondissement de Basse-Terre) je správní územní jednotka nacházející se převážně na ostrově Basse-Terre v zámořském departementu a regionu Guadeloupe ve Francii. Člení se dále na 10 kantonů a 18 obcí.

## Kantony
- Baie-Mahault-1
- Baie-Mahault-2
- Basse-Terre
- Capesterre-Belle-Eau
- Lamentin
- Petit-Bourg
- Sainte-Rose-1
- Sainte-Rose-2
- Trois-Rivières
- Vieux-Habitants

## Obce
- Baie-Mahault
- Baillif
- Basse-Terre
- Bouillante
- Capesterre-Belle-Eau
- Deshaies
- Gourbeyre
- Goyave
- Lamentin
- Petit-Bourg
- Pointe-Noire
- Saint-Claude
- Sainte-Rose
- Terre-de-Bas
- Terre-de-Haut
- Trois-Rivières
- Vieux-Fort
- Vieux-Habitants